# Elimination Chamber (2019)
Cet article concerne l'édition 2019 du de l'événement Elimination Chamber. Pour toutes les autres éditions, voir WWE Elimination Chamber.
L'édition 2019 d'Elimination Chamber est une manifestation de catch (lutte professionnelle) produite par la World Wrestling Entertainment (WWE), une fédération de catch américaine, qui est télédiffusée, visible en paiement à la séance, sur le WWE Network ainsi que le chaîne française AB1. L’événement a eu lieu le 17 février 2019 au Toyota Center à Houston dans l'état du Texas. Il s'agit de la neuvième édition d'Elimination Chamber, événement annuel qui, comme son nom l'indique, propose un Elimination Chamber match en tête d'affiche.
Ce PPV fut le premier à avoir présenté pour la toute première fois les titres féminines par équipe.

## Contexte
Les spectacles de la World Wrestling Entertainment (WWE) sont constitués de matchs aux résultats prédéterminés par les scénaristes de la WWE. Ces rencontres sont justifiées par des storylines – une rivalité avec un catcheur, la plupart du temps – ou par des qualifications survenues dans les shows de la WWE telles que Raw, SmackDown, 205 Live et NXT. Tous les catcheurs possèdent un gimmick, c'est-à-dire qu'ils incarnent un personnage gentil (face) ou méchant (heel), qui évolue au fil des rencontres. Un événement comme Elimination Chamber est donc un événement tournant pour les différentes storylines en cours,.
Lors de l'épisode du 24 décembre de Raw, le président de la WWE, Vince McMahon, a annoncé que les nouveaux WWE Women's Tag Team Championship seraient présentés en 2019. Lors de l'épisode du 14 janvier de Raw, dans son segment "A Moment Of Bliss", Alexa Bliss a dévoilé les Women's Tag Team Championships et a annoncé que les titres par équipe féminins seront mises en jeu à Elimination Chamber dans un Women's Tag Team Elimination Chamber match avec trois équipes féminines de Raw et trois équipes féminines de SmackDown, ce qui rend les titres à deux divisions.
Au Royal Rumble, The Miz et Shane McMahon ont battu The Bar (Cesaro et Sheamus) pour remporter les SmackDown Tag Team Championships. Lors de l'épisode suivant de SmackDown, The Usos (Jey Uso et Jimmy Uso) ont battu The Bar, The New Day (représenté par Big E et Kofi Kingston) et Heavy Machinery (Otis Dozovic et Tucker Knight), dans un four-corners tag team elimination match pour gagner un match de championnat à Elimination Chamber.

## Tableau de matchs
| Ordre par numéros | Résultat | Stipulation(s)                                                                                  | Temps |
| --- | --- | ----------------------------------------------------------------------------------------------- | ----- |
| 1P | Buddy Murphy (c) bat Akira Tozawa | Match simple pour le WWE Cruiserweight Championship                                             | 13:25 |
| 2 | Boss "N" Hug Connection (Bayley et Sasha Banks) battent Nia Jax et Tamina, The Riott Squad (Liv Morgan et Sarah Logan), Mandy Rose et Sonya Deville, The IIconics (Peyton Royce et Billie Kay), Naomi et Carmella | Tag team Elimination Chamber match pour déterminer les premières WWE Women's Tag Team Champions | 33:00 |
| 3 | The Usos (Jimmy et Jey Uso) battent The Miz et Shane McMahon (c) | Tag team match pour les WWE SmackDown Tag Team Championship                                     | 14:10 |
| 4 | Finn Bálor bat Bobby Lashley (c) et Lio Rush | Handicap match pour le WWE Intercontinental Championship                                        | 9:30  |
| 5 | Ronda Rousey (c) bat Ruby Riott | Match simple pour le WWE Raw Women's Championship                                               | 1:40  |
| 6 | Baron Corbin bat Braun Strowman | No Disqualification match                                                                       | 10:50 |
| 7 | Daniel Bryan (c) bat AJ Styles, Jeff Hardy, Randy Orton, Samoa Joe et Kofi Kingston | Elimination Chamber match pour le WWE Championship                                              | 36:40 |
| La lettre C placée entre parenthèses désigne la personne ou l’équipe championne en titre. P – indique que le match a eu lieu lors du pré-show | |                                                                                                 |       |

## Détails des Elimination Chamber matchs

### Elimination Chamber match féminin
| Ordre d'élimination | Équipe                      | Ordre d'entrée | Éliminé par                                      | Mouvement d'élimination | Temps |
| ------------------- | --------------------------- | -------------- | ------------------------------------------------ | ----------------------- | ----- |
| 1                   | Naomi et Carmella           | 5              | The IIconics                                     | Small Package           | 17:10 |
| 2                   | The IIconics                | 4              | Nia Jax et Tamina                                | Samoan Drop             | 20:15 |
| 3                   | Liv Morgan et Sarah Logan   | 3              | Nia Jax et Tamina                                | Superfly Splash         | 25:05 |
| 4                   | Nia Jax et Tamina           | 6              | Sasha Banks, Bayley, Mandy Rose et Sonya Deville | Elbow Drop              | 27:05 |
| 5                   | Mandy Rose et Sonya Deville | 2              | Sasha Banks et Bayley                            | Bank Statement          | 33:00 |
| Vainqueur           | Sasha Banks et Bayley       | 1              | N/A                                              | N/A                     | 33:00 |

### Elimination Chamber match masculin
| Ordre d'élimination | Catcheur      | Ordre d'entrée | Éliminé par   | Mouvement d'élimination | Temps |
| ------------------- | ------------- | -------------- | ------------- | ----------------------- | ----- |
| 1                   | Samoa Joe     | 2              | AJ Styles     | Phenomenal Forearm      | 14:35 |
| 2                   | Jeff Hardy    | 5              | Daniel Bryan  | Running Knee            | 18:00 |
| 3                   | AJ Styles     | 4              | Randy Orton   | RKO                     | 22:25 |
| 4                   | Randy Orton   | 6              | Kofi Kingston | Trouble in Paradise     | 24:05 |
| 5                   | Kofi Kingston | 3              | Daniel Bryan  | Running Knee            | 36:40 |
| Vainqueur           | Daniel Bryan  | 1              | N/A           | N/A                     | 36:40 |